# コナエフ
コナエフ（コナーエフ、カザフ語: Қонаев、ロシア語: Конаев）はカザフスタン南東部アルマトイ州の州都。ロシア語ではクナエフ（クナーエフ、Кунаев）とも呼ばれる。2022年までの旧称はカプチャガイ（カザフ語: Қапшағай、露: Капчагай, Капшагай）。カプチャガイ貯水池のほとりに位置するリゾート地で、国内では数少ない賭博が認可されている地域のひとつ。
行政上は地区と同等の地区級市である。コナエフ地区級市はコナエフ市やシェンゲルディ農村地区から成り立ち、面積は3,185平方キロメートル、人口は約7万人（2022年10月推計）。コナエフ市のみの人口は約5.5万人。

## 歴史
1960年代まではイリ川沿いの小さな集落であったが、カプチャガイ水力発電所の予定地となったため住民は移転した。貯水開始後の1970年7月9日にカプチャガイと名付けられた。
2022年3月16日、カシムジョマルト・トカエフ大統領は演説の中でカプチャガイをカザフ・ソビエト社会主義共和国時代の政治家ディンムハメッド・クナーエフ（カザフ語名ディンムハメッド・コナーエフ）にちなんだコナエフへ改名することを提案した。3月25日にカプチャガイ市議会はコナエフへの改名を決定し、国内の地名の改名を審議する共和国名声委員会は4月11日にカプチャガイの改名を満場一致で支持した。5月3日、トカエフ大統領が改名の法令に署名したことで、カプチャガイはコナエフへ改名された。
2022年6月8日、アルマトイ州から州都タルディコルガンを含む北東部がジェティス州として分離したことで、コナエフはアルマトイ州の新たな州都に選ばれた。